# Carcinidae
Carcinidae — семейство крабов из надсемейства Portunoidea. В него входят четыре подсемейства, в том числе Pirimelinae, которое ранее считалось семейством.

## Таксономия
Семейство, описанное в настоящее время, включает четыре подсемейства и восемь родов, шесть из которых состоят из ныне живущих представителей, а два известны только по окаменелостям:
- †Ramacarcinus De Angeli & Ceccon, 2017
- Подсемейство Carcininae MacLeay, 1838
  - Carcinus Leach, 1814
  - †Miopipus Müller, 1984
- Подсемейство Parathranitiinae Spiridonov, 2020
  - Parathranites Miers, 1886
- Подсемейство Pirimelinae Alcock, 1899
  - Pirimela Leach, 1816
  - Sirpus Gordon, 1953
- Подсемейство Platyonichinae Dana, 1851
  - Portumnus Leach, 1814
  - Xaiva MacLeay, 1838